# Consejería de Política Territorial, Obras Públicas y Movilidad de la Generalidad Valenciana
La Consejería de Política Territorial, Obras Públicas y Movilidad (oficialmente, en valenciano, Conselleria de Política Territorial, Obres Públiques i Mobilitat) es una consejería o departamento del Consejo de la Generalidad Valenciana con las competencias en materia de política territorial, urbanismo y transportes.
Desde 2022 hasta 2023, la Consejera de Política Territorial, Obras Públicas y Movilidad fue Rebeca Torró.

## Estructura
La Consejería de Política Territorial, Obras Públicas y Movilidad de la Generalidad Valenciana se estructuraba en los siguientes órganos:
- La Subsecretaría
- La Secretaría Autonómica de Política Territorial, Urbanismo y Paisaje
  - La Dirección General de Política Territorial y Paisaje
  - La Dirección General de Urbanismo
- La Secretaría Autonómica de Obras Públicas, Transportes y Movilidad Sostenible
  - La Dirección General de Obras Públicas, Transporte y Movilidad Sostenible
  - La Dirección General de Puertos, Aeropuertos y Costas
- La Dirección de la Autoridad de Transporte Metropolitano de Valencia
- La Dirección del Instituto Cartográfico Valenciano
- La Presidencia de la Agencia Valenciana de Seguridad Ferroviaria
  - La Dirección General de la Agencia Valenciana de Seguridad Ferroviaria

## Organismos adscritos
Diferentes organismos públicos situados dentro del territorio valenciano se encuentran adscritos a la Consejería de Política Territorial, Obras Públicas y Movilidad de la Generalidad Valenciana:
- Instituto Cartográfico Valenciano (ICV)
- Ferrocarriles de la Generalidad Valenciana (FGV)
- Autoridad de Transporte Metropolitano de Valencia (ATMV)
- Instituto Valenciano de la Edificación (IVE)
- Agencia Valenciana de Seguridad Ferroviaria